# Rüdiger Dorn
Rüdiger Dorn (1969) is een Duitse spelontwerper. Hij woont in Neurenberg.
In zijn kinderjaren hield Dorn zich bezig met het veranderen van bestaande spelen. Later begon hij zijn eigen ideeën op papier te zetten. Een werk dat hem hierbij hielp is Leitfaden für Spiele-Erfinder van Tom Wernecks.

## Ludografie
- Karuba (2015)
- Istanbul (2014)
- Asante (2013)
- Waka Waka (2012)
- Las Vegas (2012)
- Dragonheart (2010)
- Diamonds Club (2008)
- Naar het Middelpunt der Aarde (2008)
- Arkadia (2007)
- Los Mampfos (2006)
- Relikt (2006)
- Louis XIV (2005) (Deutscher Spiele Preis 2005)
- Raubritter (2005)
- Jambo (2004)
- Goa (2004)
- Emerald (2002)
- Die Händler von Genua (2001)